# توم إيستمان
توم إيستمان (بالإنجليزية: Tom Eastman) هو لاعب كرة قدم بريطاني، ولد في 21 أكتوبر 1991 في كولشيستر في المملكة المتحدة. لعب مع إيبسويتش تاون وكولتشستر يونايتد ونادي كرولي تاون.

## وصلات خارجية
- توم إيستمان على موقع قاعدة بيانات كرة القدم.إي يو (الإنجليزية)
- توم إيستمان على موقع Soccerbase.com (لاعب) (الإنجليزية)